# Vrouwelijke intuïtie
Vrouwelijke intuïtie is een sciencefictionverhaal geschreven door de Amerikaan Isaac Asimov rond 1969. 
Het verhaal was voor het eerst te lezen in het blad The Magazine of Fantasy and Science Fiction van oktober 1969. vervolgens verscheen het in Asimovs verhalenbundels The bicentennial man and other stories (Ned: Vreemdeling in het paradijs) en The complete robot (Ned: De totale robot. Het verhaal werd in Vreemdeling in het paradijs voorafgegaan door de set Drie wetten van de robotica van Asimov zelf. Asimov gebruikt in het verhaal personen (Susan Calvin) en bedrijven (U.S.Robots) die steeds terugkeerden in zijn robotoverhalen.

## Het verhaal
Na talloze robots te hebben geleverd, wil de firma U.S.Robots een ander type robot op de markt brengen. Deze robot moet nog wel voldoen aan de drie wetten, maar moet verder vrijgelaten worden. De onderzoekers trachten dat begrip samen te vatten onder de term intuïtie. Omdat dat afwijkt van de robots die tot dan toe verschenen en allemaal een manlijk uiterlijk hadden, wordt het omschreven als een 'vrouwelijke robot'. Voornaamste taak wordt het zoeken naar ander leven in het heelal. Tot dan toe gebeurde dat door planeet na planeet en planetenstelsel na planetenstelsel te bekijken. Door de intuïtie toe te voegen zou dat zoekproces enorm versnellen.
Het eerste ontwerp, de JN-1 (bijnaam Jane in plaats van John) heeft zelfs een vrouwelijk uiterlijk, maar voldoet niet aan de wensen. Robotos worden in de tijd waarin het verhaal zich afspeelt nog steeds met argusogen bekeken, laat staan een robot met een nauwe taille. Ook de JN-2 is dermate onzeker, dat ze de verbindingen in de aanwezige kennis wel kan maken, maar ze kan er vervolgens niets mee. Ze hult zich in stilzwijgen. Als men vraagt, wat is je doel antwoordt ze: "Ik weet niet zeker". JN-3 wordt niet geactiveerd; er zit een programmatuurfout in. JN-4 blijkt een stap in de goede richting naar welke machine men zoekt. JN-5, met alt, is uiteindelijk de robot die de firma zoekt en wordt vervolgens aan het werk gezet in het Lowell-observatorium in Flagstaff (Arizona). Om de buitenwereld niet af te schrikken wordt JN-5 vervoerd in een krat. Ze weet het aantal planeten waar zeer waarschijnlijk ander leven op te vinden is terug te brengen naar de planeten binnen drie sterrenstelsels. Vervolgens reist de robot met haar ontwerper Madarian per vrachtauto en vliegtuig terug naar U.S.Robots. Het vliegtuig wordt daarbij geraakt door een meteoriet en zowel robot als Madarian komen daarbij “om het leven”. De onderzoekers van U.S.Robots zien geen mogelijkheid te achterhalen wat er tussen de twee is besproken. In een uiterste poging wordt de net gepensioneerde robotpsychologe Susan Calvin teruggehaald om te kijken of zij nog een mogelijkheid weet om de gegevens te achterhalen. Zij komt op het idee dat robot en ontwerper tijdens hun vervoer in de vrachtauto hebben gesproken en dat de vrachtwagenchauffeur waarschijnlijk iets van het gesprek heeft gehoord. Aan de hand van de door de chauffeur weet Calvin door toepassing van haar vrouwelijke intuïtie de drie sterrenstelsels ze achterhalen. Aangezien ze zich niet serieus behandeld voelt, is ze echter niet bereid die te vertellen. De mannen moet het zelf maar zien uit te vinden.    
Zijn beste vriend · Sally · Op een dag · Gezichtspunt · Denken · Ware liefde · Robot AL-76 verdwaald · Overwinning onopzettelijk · Vreemdeling in het paradijs · Lichtvers · De racist · Robbie · Als we bij elkaar komen · Spiegelbeeld · Jubileumincident · Eerste wet · dronken robot · Logica · Vingers · Leugenaar · Succes verzekerd · Lenny · Galeislaaf · Robot vermist · Risico · Grappenmaker! · Bewijs · De machines · Vrouwelijke intuïtie · Weest Hem indachtig · Tweehonderd jaar mens